# Columbus Film
Der Filmverleih Columbus Film AG wurde 1934 in Zürich gegründet und ist eine der ältesten noch aktiven Filmverleihfirmen der Schweiz.

## Geschichte
Bis 1955 war Columbus Film die schweizerische Lizenznehmerin des Hollywood-Studios Columbia Pictures. 1966 wurden erste Filme aus der CSSR in den Verleih genommen, gefolgt von Filmen aus Ungarn, Polen und der Sowjetunion. In den 1970er- und 80er-Jahren wurde ein  Stock von englischen und amerikanischen Filmklassikern aufgebaut, der weiterhin  gepflegt wird.
Mit der 1990 erfolgten Übernahme der Firma durch die Schweizer Filmproduzenten Peter Baumann, Marcel Hoehn und Alfi Sinniger wurde die Columbus Film zu einem der wichtigsten Verleiher von Schweizer Filmen – darunter die Spielfilme Reise der Hoffnung (1990) von Xavier Koller, Anna Göldin – Letzte Hexe (1991) von Gertrud Pinkus, Vollmond (1998) von Fredi M. Murer, Beresina oder Die letzten Tage der Schweiz (1999) von Daniel Schmid, Brot und Tulpen (2000) von Silvio Soldini oder Giulias Verschwinden (2009) von Christoph Schaub und Dokumentarfilme wie Das Wissen vom Heilen (1997) von Franz Reichle, Die Salzmänner von Tibet (1997) von Ulrike Koch oder Mani Matter – Warum syt dir so truurig? (2002) von Friedrich Kappeler.
2006 erfolgte ein Generationswechsel. Die neuen Geschäftsführerinnen Andrea Bleuler und Selina Willemse haben die Programmschwerpunkte um den europäischen und außereuropäischen Studiofilm erweitert. 2012 wurde die Firma durch Frenetic Films übernommen.
Unter dem Label Swiss Film Collection veröffentlichte die Columbus Film AG seit 1991 etwa 20 Schweizer Filme auf VHS und DVD.
Columbus Film ist Mitglied bei ProCinema, dem Dachverband der Schweizer Kino- und Filmverleihunternehmen, im Schweizer Studiofilm Verband sowie bei filmdistribution schweiz. Die Firma ist im offiziellen Verleihregister des Bundesamts für Kultur eingetragen.